# Pselaphelia laclosi
Pselaphelia laclosi is een vlinder uit de onderfamilie Saturniinae van de familie nachtpauwogen (Saturniidae). De wetenschappelijke naam van de soort is voor het eerst geldig gepubliceerd door Philippe Darge in 2002.

## Type
- holotype: "male. 11.XII.1982. leg. J.P. Lequeux"
- instituut: Collectie Philippe Darge, Clénay in Frankrijk
- typelocatie: "Tanzania, Pugu forest, near Dar-es-Salaam"